# Società del Sacro Cuore di Gesù
La Società del Sacro Cuore di Gesù (in latino Societas Sacratissimi Cordis Jesu) è un istituto religioso femminile di diritto pontificio: le suore di questa congregazione, dette Dame del Sacro Cuore, pospongono al loro nome la sigla R.S.C.J. (Religiosa Sanctissimi Cordis Jesu).

## Storia

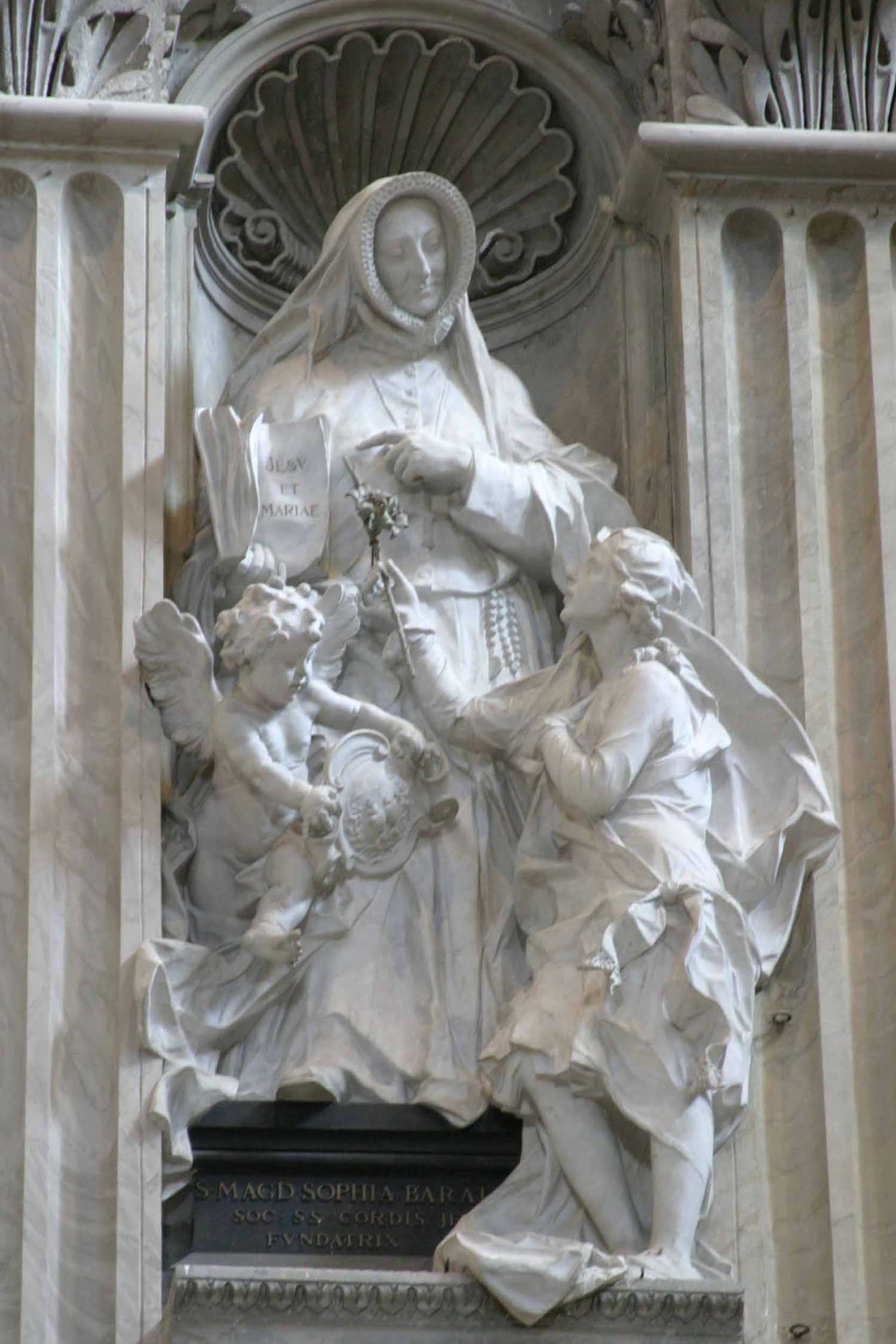
Santa Maddalena Sofia Barat: scultura di Enrico Quattrini (1934), Roma, Basilica Vaticana.

La congregazione venne fondata a Parigi il 21 novembre 1800 dalla religiosa francese Maddalena Sofia Barat (1779-1865) con l'aiuto del gesuita Joseph Varin. Il fine della società era la propagazione della devozione al Sacro Cuore di Gesù attraverso l'educazione delle fanciulle, soprattutto delle classi sociali elevate: la prima scuola venne aperta ad Amiens nel 1801 (seguirono presto altre fondazioni a Grenoble e Poitiers).
L'istituto ebbe rapida e straordinaria diffusione: nel 1816, a opera di Rose-Philippine Duchesne, le Dame del Sacro Cuore penetrarono negli Stati Uniti d'America, dove si dedicarono anche all'apostolato tra i nativi americani, poi in Savoia e, nel 1828, papa Leone XII affidò loro un collegio femminile a Roma, presso Trinità dei Monti.
La Società del Sacro Cuore di Gesù ricevette il pontificio decreto di lode il 2 settembre 1825 e venne approvata definitivamente da Leone XII con il breve In supremo militantis ecclesiae solio del 22 dicembre 1826.
La fondatrice, beatificata nel 1908, fu proclamata santa da papa Pio XI il 24 maggio 1925.

## Attività e diffusione
Le religiose del Sacro Cuore di Gesù sono dedite principalmente all'organizzazione di collegi e all'istruzione: la loro spiritualità e la loro legislazione sono modellate sugli scritti e le costituzioni di Ignazio di Loyola.
L'abito originale delle suore era costituito da un vestito di lana nera, una pellegrina con bottoni, una cuffia con la parte anteriore inamidata e increspata a cannoncini, un velo nero e una croce d'argento portata sul petto appesa a un cordoncino di seta nera; la croce recava le immagini del Cuore di Gesù (sul recto), del Cuore di Maria (sul verso) e la sigla "C.U. et A.U. in C.J." (Cor unum et anima una in Christo Jesu). Nel 1967, dopo il concilio Vaticano II, l'abito è stato notevolmente semplificato e nel 1968 è stato consentito alle religiose di indossare anche abiti secolari.
Sono presenti in Europa (Austria, Belgio, Francia, Germania, Irlanda, Italia, Malta, Paesi Bassi, Polonia, Regno Unito, Russia, Spagna, Ungheria), in Africa (Ciad, Repubblica Democratica del Congo, Uganda, Kenya, Egitto), in Asia (Corea, Filippine, Giappone, India, Indonesia, Taiwan), nelle Americhe (Argentina, Brasile, Canada, Cile, Colombia, Cuba, Haiti, Messico, Nicaragua, Perù, Porto Rico, Stati Uniti d'America, Venezuela, Uruguay) e in Oceania (Australia, Nuova Zelanda): la sede generalizia è in via Tarquinio Vipera a Roma.
Al 31 dicembre 2008 la congregazione contava 2.705 religiose in 412 case.